# Бальдаччи, Дэвид
Дэ́вид Бальда́ччи (англ. David Baldacci, род. 5 августа 1960, Ричмонд, Виргиния) — популярный американский писатель.

## Биография
Родился в Ричмонде, штат Виргиния. Получил степень бакалавра искусств в университете Содружества Виргинии и окончил юридический факультет Виргинского университета. Занимался юридической практикой в течение 9 лет в Вашингтоне.
Бальдаччи начал писать рассказы с детства, с тех пор, как его мать подарила ему блокнот. В течение двух десятилетий он сочинял рассказы и киносценарии, но без особого успеха.
Во время своей юридической практики Бальдаччи в течение трёх лет писал свой первый роман — «Абсолютная власть», изданный в 1996 году. Книга стала международным бестселлером и была экранизирована Клинтом Иствудом в 1997 году.
Журнал People в 1997 году включил Бальдаччи в список 50 самых красивых людей планеты.
К 2013 году Бальдаччи написал 25 романов, по всему миру было отпечатано более 150 миллионов экземпляров его книг. Они переведены на более чем 45 языков и продаются более чем в 80 странах мира.